# First Financial Holding
First Financial Holding — тайваньская холдинговая компания, в её холдинг входят First Commercial Bank, страховая компания First Life Insurance и компании, предоставляющие финансовые услуги. Крупнейшим акционером является Министерство финансов Китайской Республики (21,5 %). В списке крупнейших публичных компаний мира Forbes Global 2000 за 2021 год заняла 1042-е место (в том числе 297-е по активам).
First Financial Holding (Первый финансовый холдинг) был создан 2 января 2003 года на основе Первого коммерческого банка (основан в 1899 году, реорганизован в 1947 году). В 2007 году было создано совместное предприятие с британской страховой компанией Aviva, в 2018 году доля британской компании была выкуплена, и предприятие стало дочерней компанией First Life Insurance. С 1997 года работает дочерний банк в США First Commercial Bank USA и офшорная компания на Британских Виргинских островах FSC Asia Investment Limited.
Основными направлениями деятельности являются банковские услуги (74 % выручки) и страхование (21 % выручки). Из 60 млрд выручки в 2020 году 52 млрд пришлось на Тайвань, 4,7 млрд на другие страны Азии, 1,8 млрд на Америку. Активы на конец 2020 года составили 3,55 трлн новых тайваньских долларов ($128 млрд), из них 1,91 трлн пришлось на выданные кредиты, 676 млрд — на инвестиции в ценные бумаги. Объём принятых депозитов составил 2,95 трлн новых тайваньских долларов.